# Dougherty (Iowa)
Dougherty es una ciudad situada en el condado de Cerro Gordo, en el estado de Iowa, Estados Unidos. Según el censo de 2010 tenía una población de 58 habitantes.

## Geografía
Según la Oficina del Censo de los Estados Unidos, la localidad tiene un área total de 1,42 km², la totalidad de los cuales 1,42 km² corresponden a tierra firme.

## Demografía
Según el censo de 2010, había 58 personas residiendo en la localidad. La densidad de población era de 40,85 hab./km². Había 43 viviendas con una densidad media de 30,28 viviendas/km². El 96,55% de los habitantes eran blancos y el 3,45% asiáticos.